# Proso seté
Proso seté (Panicum miliaceum) je obilnina z čeledi lipnicovitých.

## Historie prosa
Proso patří vedle pšenice a ječmene k nejstarším kulturním plodinám. Jeho pravlastí je Čína, východní Asie a Indie. Zrna prosa byla nalezena na různých místech Evropy ve stavbách pocházejících z doby kamenné (kultura s lineární keramikou). Oblastí nálezů je i Mezopotámie. Pravděpodobně asi do raného novověku bylo v lidské stravě hlavní obilovinou. Postupně ho vytlačovaly pšenice, žito, později rýže a kukuřice a svůj vliv má i rozšíření brambor. Ještě dnes bývá starodávným zvykem podávat prosnou kaši jako poslední jídlo na svatební hostině na moravských svatbách, aby měli novomanželé vždy dost peněz. Proso bylo jednou z hlavních obilovin Slovanů, kteří ho konzumovali v podobě výživných kaší, placek a polévek. Germánské národy znaly proso od Slovanů. Svědčí o tom některé zvyky v Německu (v původních oblastech Slovanů), kde se při křtu podával prosný chléb.

## Význam a využití prosa
Proso má hlavní uplatnění v lidské výživě, především pak u pacientů s bezlepkovou dietou. Hlavním výrobkem mlýnského zpracování je loupané zrno, tzv. jáhly, prosná mouka, krupice a vločky. Jáhly jsou dobře stravitelné, výživné a velmi chutné. Jáhly jsou významným zdrojem vitamínů skupiny B a železa. Svou nutriční hodnotou se jáhly vyrovnají ovesným vločkám.

## Složení prosa
Obsahové látky mají příznivý poměr bílkovin (12%), tuků (4%) a sacharidů (68%). Tento poměr se přibližuje k doporučenému poměru živin. Obsah tuku je vyšší než u ostatních obilovin, nejvíce tuku se nachází v klíčku.

## Galerie

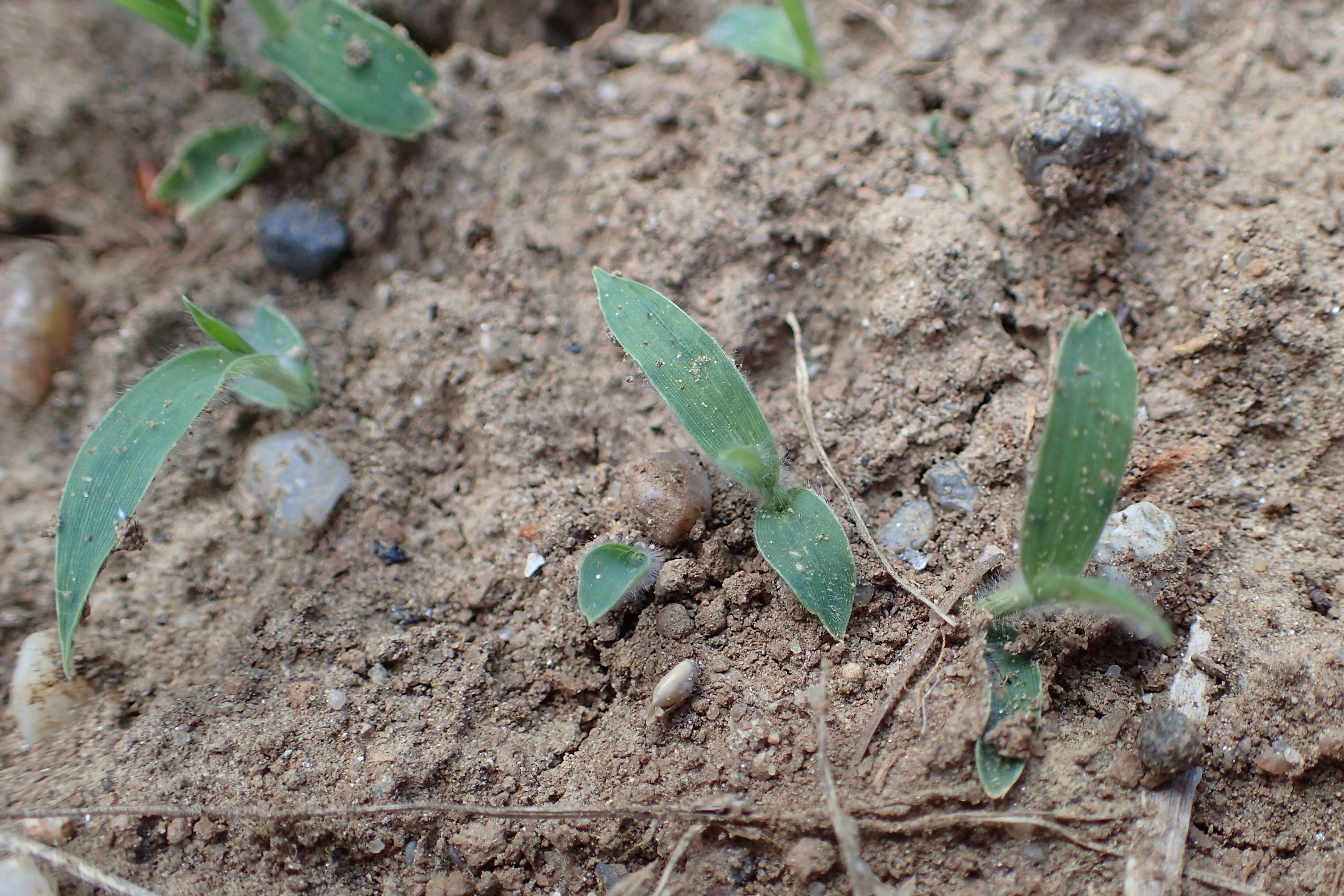
Nedávno vzešlé proso
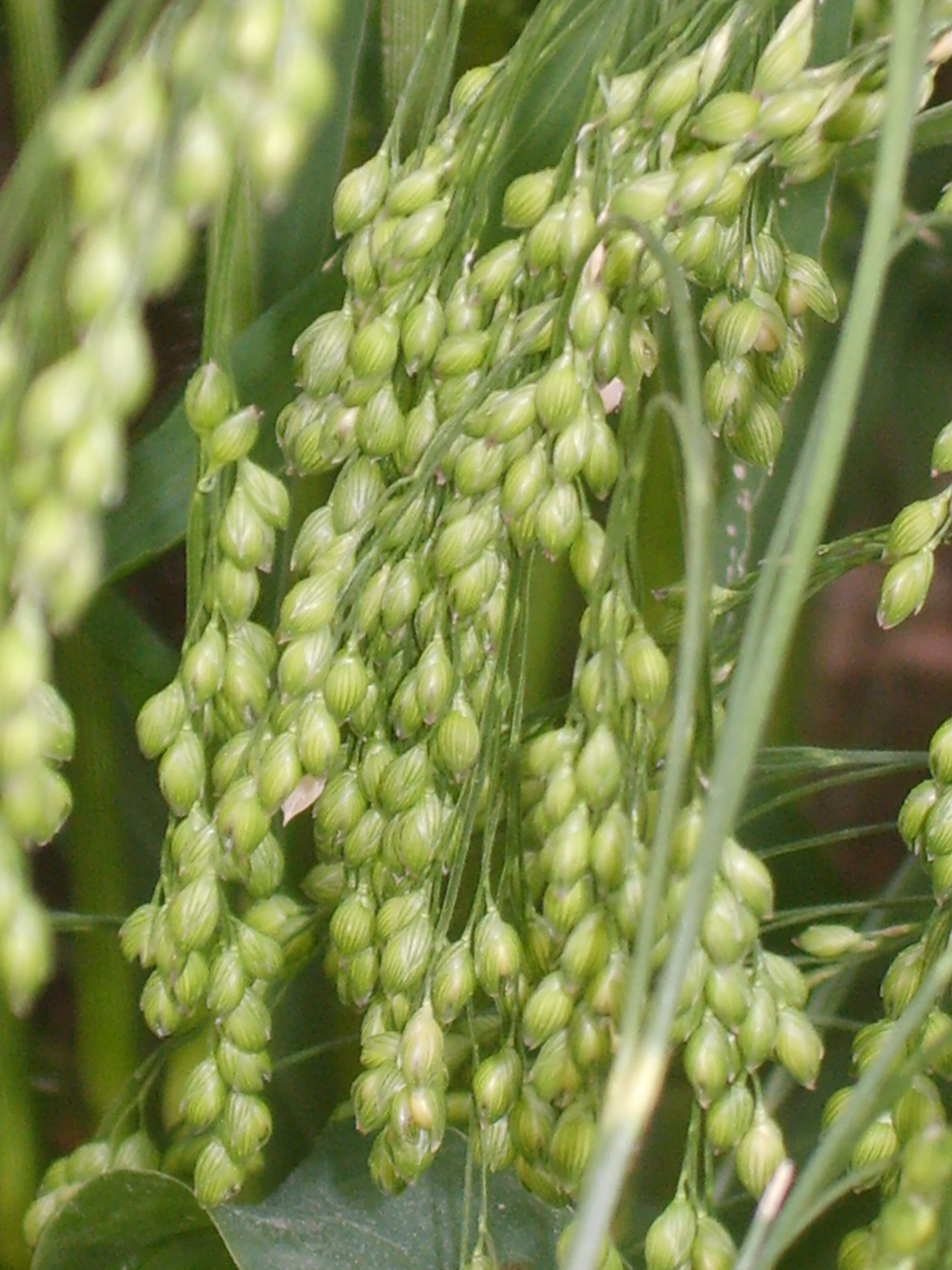
Zelené laty prosa
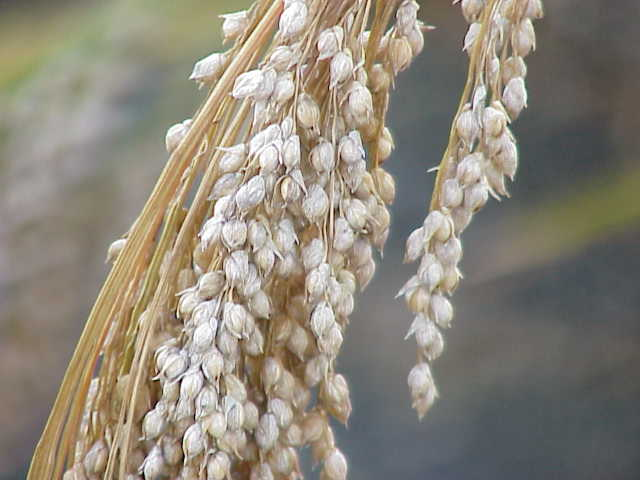
Dozrávající proso
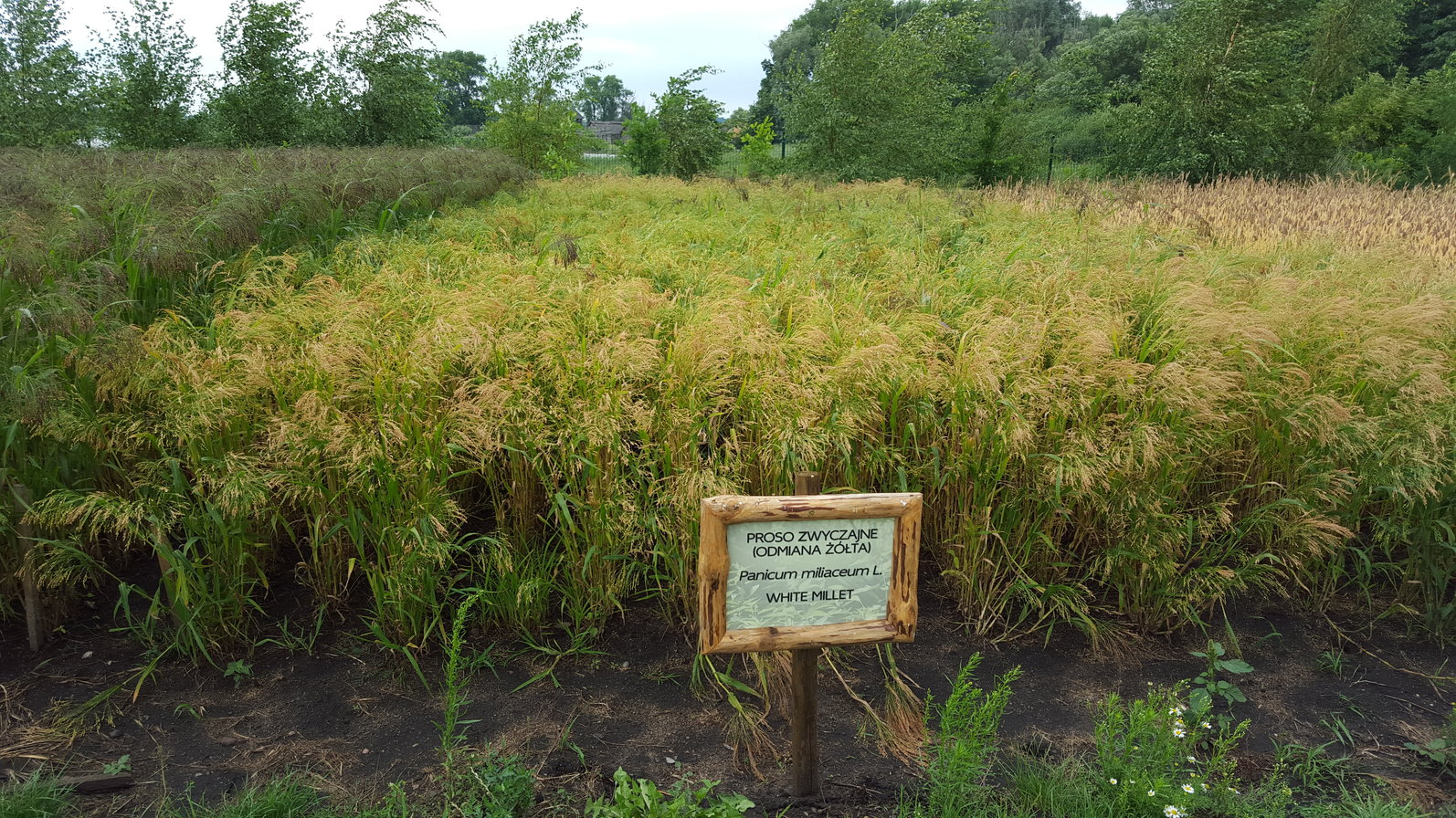
Proso na poli
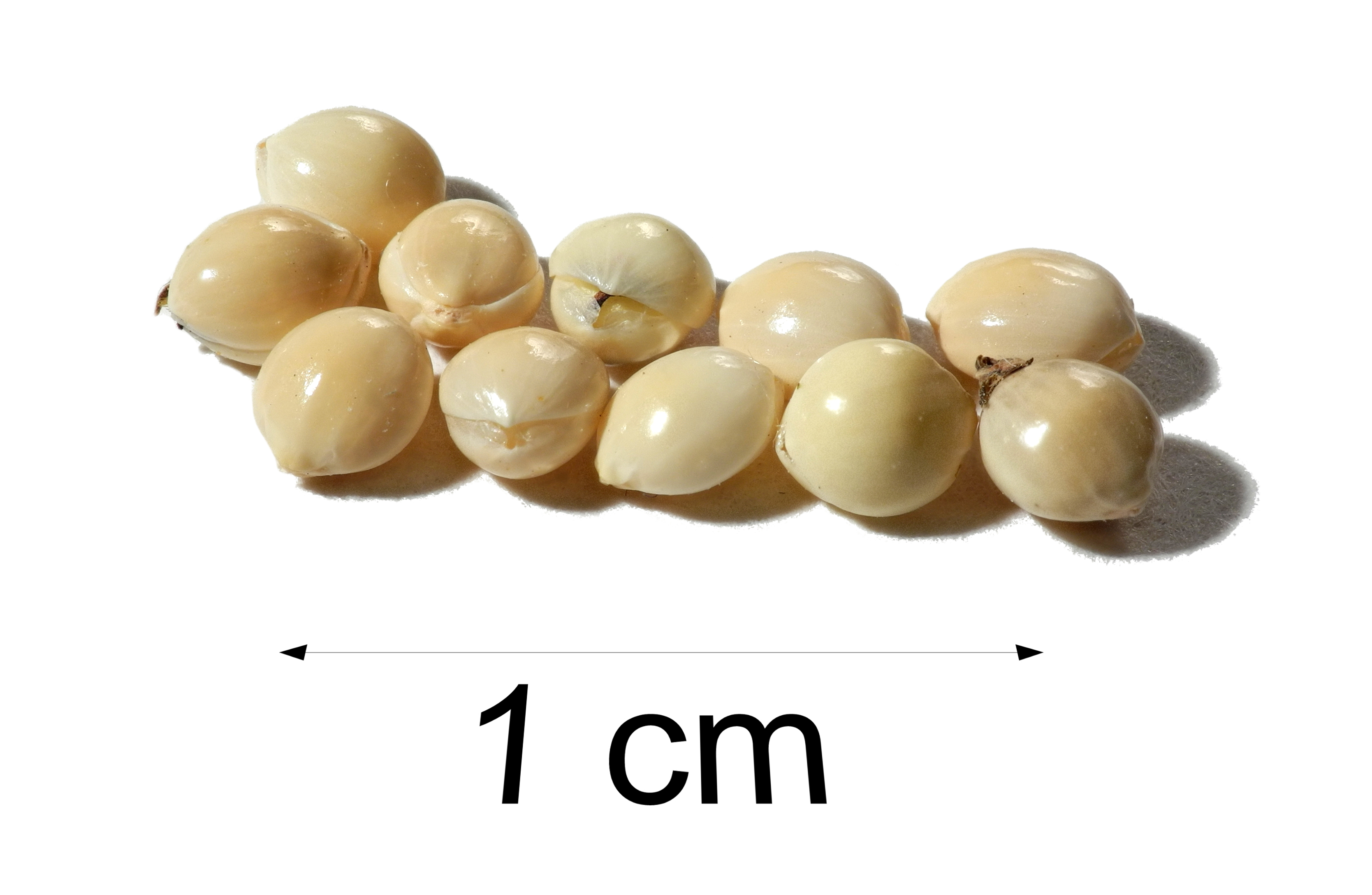
Obilky prosa
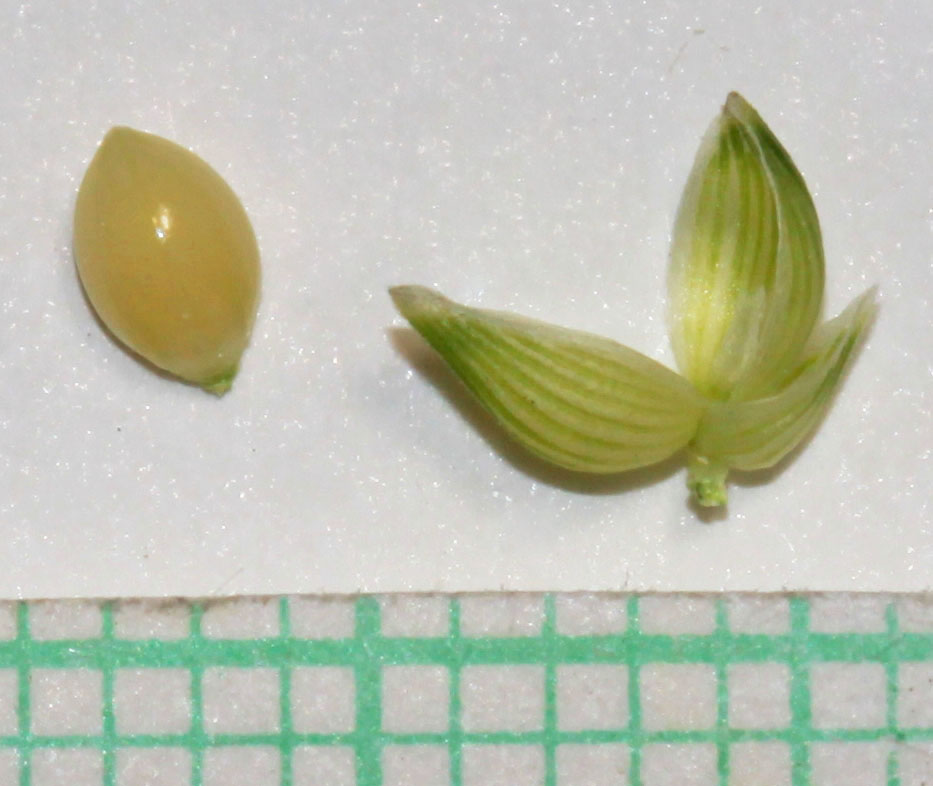
Detail obilky prosa
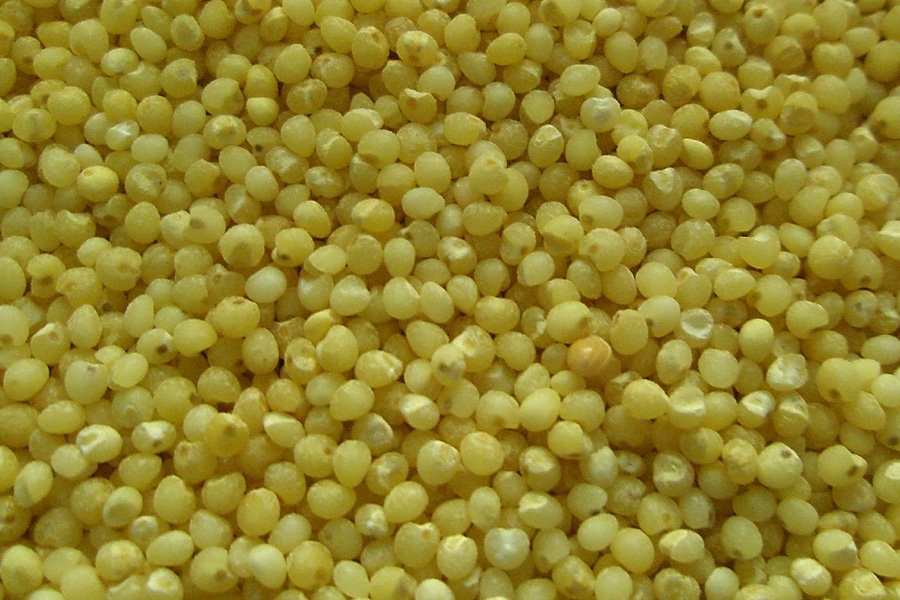
Jáhly - loupané proso seté